# Mesta (obwód Błagojewgrad)
Mesta (bułg. Места) – wieś w południowo-zachodniej Bułgarii, w obwodzie Błagojewgrad, w gminie Bansko. Zarządzającym jest Georgi Toskov z partii Narodowy Ruch na rzecz Stabilności i Postępu. 